# Simon Werner a disparu...
Pour les articles homonymes, voir Lights Out.
Pour plus de détails, voir Fiche technique et Distribution.
Simon Werner a disparu… est le premier film du réalisateur Fabrice Gobert sorti le 22 septembre 2010. Il a été sélectionné dans la section Un certain regard lors du Festival de Cannes 2010. Il a également été nommé pour le César du meilleur premier film en 2011.

## Synopsis
En octobre 1992, dans une classe de terminale C du lycée Léon-Blum dans les Yvelines, Simon Werner manque à l'appel. Cette absence marque le début d'une série de disparitions mystérieuses qui inquiète les élèves de sa classe. Ils commencent à imaginer collectivement les scénarios possibles qui prennent au fur et à mesure un tour angoissant à la suite de la découverte de nouveaux éléments troublants, et sujet à interprétation, sur la vie du lycée et de certains de ses élèves.

## Fiche technique
- Titre : Simon Werner a disparu...
- Réalisation : Fabrice Gobert
- Scénario : Fabrice Gobert
- Photographie : Agnès Godard
- Montage : Peggy Koretzky
- Son : Vincent Montrobert, Martin Boissau
- Musique originale : Sonic Youth
- Décors : Frédérique Lapierre
- Costumes : Bethsabée Dreyfus
- Producteurs : Marc-Antoine Robert et Xavier Rigault
- Production : 2.4.7 Films
- Distribution : Diaphana Distribution
- Budget : 3,5 M€[1]
- Format projection : 1.85:1 – couleur
- Format son : Dolby SRD
- Langue : français
- Durée : 93 min
- Genre : thriller
- Sorties : 22 septembre 2010  France
- Sortie DVD : 2 février 2011 en France

## Distribution
- Ana Girardot : Alice
- Jules Pelissier : Jérémie
- Esteban Carvajal Alegria : Luc
- Arthur Mazet : Jean-Baptiste Rabier
- Laurent Delbecque : Simon Werner
- Selma El Mouissi : Laetitia
- Audrey Bastien : Clara
- Yan Tassin : Frédéric
- Barthélemy Guillemard : Grammont
- Louis Farge : Pierre-Marie
- Laurent Capelluto : Yves, l'entraineur de foot
- Serge Riaboukine : Rabier
- Alice Butaud : la prof de sciences

## Tournage
Bien que l'histoire du film se déroule dans les Yvelines, les lieux du tournage, qui s'est déroulé de septembre à novembre 2009, ont tous été choisis dans l'Essonne : le lycée François-Truffaut de Bondoufle et la forêt de Sénart à Tigery.

## Réception critique

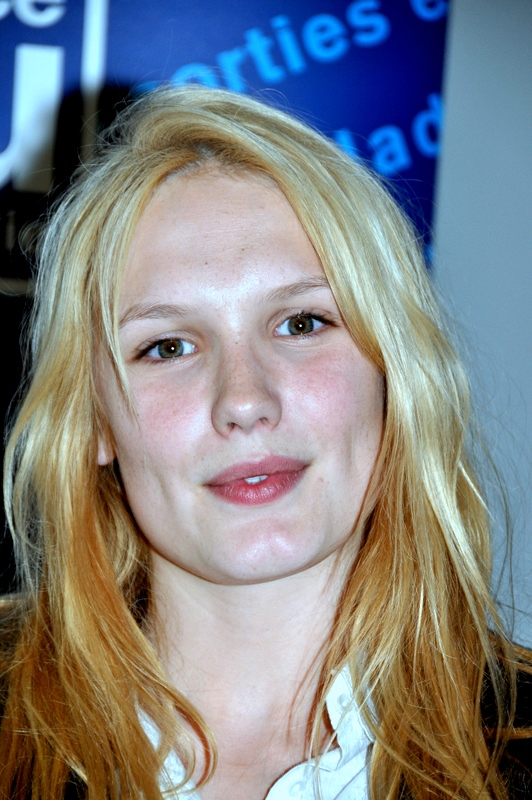
L'actrice Ana Girardot, dont la performance a été plébiscitée par la critique.

Le journal Libération qualifie le premier film de Gobert d'« excitant » notant « des plaisirs de pur cinéma » et soulignant que « l'image et les cadres d'Agnès Godard […] sont une fois de plus imparables ». Pour Le Monde, le film « révèle une maîtrise et une tenue peu communes » faisant un parallèle avec Elephant de Gus Van Sant. L'Express aussi défend le film qu'il juge « épatant » et salue son originalité que lui confère « son ambiance énigmatique, sa forme conceptuelle et son casting AB Productions ». Le journal est par ailleurs dithyrambique sur la performance d'Ana Girardot et loue également la bande originale de Sonic Youth qui, par « son rock anthracite et éthéré, colle parfaitement à cet univers étrange où le quotidien se fait menaçant ». Le site fluctuat.net salue « un univers à la fois sophistiqué et sincère », une atmosphère « acidulée, presque légère, dopée par la vigueur des dialogues et la prestation d'un solide casting. »

Positif explique que le réalisateur « réussit à distiller une angoisse sourde (…) pour y faire surgir l'étrangeté », et salue la prestation des comédiens, d'un « naturel enthousiasmant ». Mais la revue de cinéma regrette que « l'épilogue soit aussi décevant et nous laisse un goût d'inachevé ». 
Aurélien Ferenczi de Télérama, en revanche, évoque au moment du Festival de Cannes un film « inabouti », plutôt artificiel et étouffé par ses références (les travellings éthérés d'Elephant de Gus Van Sant ou le « réalisme plat des dialogues », semblables à ceux que l'on trouve dans les sitcoms d'AB productions). Pour l'hebdomadaire culturel, le film « se laisse voir sans trop d'ennui » bien qu'il paraisse « fabriqué » et « sans qu'un peu de filmage en liberté lui insuffle de la vie ». Au moment de sa sortie en salles cependant, Louis Guichard de Télérama en propose une critique beaucoup plus positive.
Bien plus sévère, Les Cahiers du cinéma évoque un film « scolaire et creux dans sa copie des teen-movies américains ». Le site Chronic'art évoque un film qui n'est pas sans charme mais qui « par endroits (nombreux) (…) frôle dangereusement le navet ». Incapable d'égaler les références qu'il s'est choisies, le film dégage pourtant une étrangeté qui rompt avec le naturalisme à la française. La rédaction de filmdeculte.com parle d'une « belle coquille vide », écrit par « un faux petit malin ». Le site relève également la parenté avec Elephant mais regrette que le film se contente de singer Gus Van Sant sans y apporter sa propre singularité. La faute à « l'ineptie assez consternante du scénario », soutenu par des personnages « ridicules et caricaturaux » et des dialogues creux, manquant singulièrement « de naturel ». Le dénouement est jugé décevant car il ne débouche « que sur du vent, comme dans une pauvre blagounette où on aurait joué à se faire "bouh !" entre potes ».

## Distinctions
- César 2011 : nomination au César du meilleur premier film